# Тильзенау
Тильзенау — упразднённый в 1946 году населённый пункт в Неманском районе Калининградской области России. Вошёл, путём объединения, в посёлок Гудково.

## География
Находится на реке Тыльжа.

## Топоним
до 1938 года ― Йониенен.

## История
Относился к исторической области Надровия. В 1938 году название изменено в рамках политики Третьего Рейха по германизации топонимики древнепрусского происхождения. 
До 1945 года в составе Восточной Пруссии. С 1945 года в составе СССР. В 1946 году путём слияния Гроссфельде (до 1938 года ― Гудгаллен) и Тильзенау был образован посёлок Гудково.

## Транспорт
К Йониенену шла местная дорога